# Carl Millöcker
Carl Joseph Millöcker (de asemenea Karl Millöcker, n. 29 aprilie 1842, Viena, Imperiul Austriac – d. 31 decembrie 1899, Baden bei Wien, Austria Inferioară, Austro-Ungaria) a fost un compozitor de operetă austriac. Și-a înscris numele, prin lucrările sale, în echipa operetei vieneze, alături de Franz von Suppé și Johann Strauss. Studiile muzicale le-a făcut la Viena după care s-a ocupat de orchestrație. La vârsta de 22 de ani a fost dirijor la Teatrul din Graz (1864), apoi la Harmonie Theater (1866) după care a urmat să fie dirijor și compozitor la „Theater an der Wien” (1869).
Cea mai cunoscută piesă muzicală a sa este opereta Studentul cerșetor (Der Bettelstudent).

## Biografie
Carl Millöcker, fiul lucrătorului de aur Carl Franz Millöcker și al soției sale Maria, a început să cânte la flaut de la o vârstă fragedă.
A fost elev la Conservatorul „Gesellschaft der Musikfreunde” din Viena (acum Universitatea de Muzică și Arte Performante din Viena) și la vârsta de 16 ani a devenit deja flautist în Theater in der Josefstadt sub conducerea lui Franz von Suppé. La recomandarea sa, a fost angajat ca dirijor la Teatrul Thalia din Graz în 1864, unde s-au jucat primele sale operete (cu un singur act) Der tote Gast și Die lustigen Binder. În aceeași calitate a venit la Harmonietheater din Viena în 1866, unde a făcut cunoștință cu Ludwig Anzengruber. 
La Viena a adus pe scenă piesa într-un act Diana (1867 în Harmonietheater), dar o lucrare comună finalizată cu Anzengruber nu a fost realizată din cauza situației economice a teatrului. După aceea a lucrat o scurtă perioadă la teatrul german din Pesta. Acolo, printre altele, a avut loc premiera operetei sale în trei acte Die Fraueninsel.
În 1869 a fost numit al doilea dirijor la Theater an der Wien. A deținut această funcție până când în 1883 succesul operetei Studentul cerșetor i-a permis să trăiască ca un compozitor independent. În această perioadă, pe lângă un număr mare de farse, a scris un mare număr de operete. La acestea se adaugă un mare număr de vodeviluri și o colecție de piese pentru pian.
La 29 decembrie 1899, la Baden, Millöcker a suferit un accident vascular cerebral semi-paralizant, din care cauză s-a stins din viață pe 31 decembrie 1899.

## Lucrări
| Titlu                                                     | Gen              | Ciclu              | Livret                                                                                                  | Premiera          | Locul premierei                       |
| --------------------------------------------------------- | ---------------- | ------------------ | --- | ----------------- | ------------------------------------- |
| Der tote Gast (Invitatul mort)                            | operetă          | 1 act              | Ludwig Harisch, după romanul lui Heinrich Zschokke                                                      | 11 februarie 1865 | Graz, Thalia-Theater                  |
| Die beiden Binder                                         | operetă          | 1 act              | Gustav Stoltze                                                                                          | 21 decembrie 1865 | Graz, Thalia-Theater                  |
| Diana (Casta Diana)                                       | operetă          | 1 act              | Josef Braun                                                                                             | 2 ianuarie 1867   | Viena, Harmonietheater                |
| Der Dieb (Hoțul)                                          | operetă          | 1 act              | Alois Berla                                                                                             | 1868/1869         | Pesta (oraș), Deutsches Theater Pesta |
| Die Fraueninsel                                           | operetă          | 3 acte             | Cogniard după Le royaume des femmes de Théodore und Hippolyte Cogniard                                  | 1868/1869         | Pesta, Deutsches Theater              |
| Der Regiments-Tambour                                     | operetă          | 2 acte             | Heinrich Börnstein                                                                                      | 23 octombrie 1869 | Viena, Theater in der Josefstadt      |
| Abenteuer in Wien                                         | comedie muzicală | 3 acte             | Alois Berla                                                                                             | 20 ianuarie 1873  | Viena, Theater an der Wien            |
| Das verwunschene Schloß                                   | operetă          | 5 acte             | Alois Berla                                                                                             | 30 martie 1878    | Viena, Theater an der Wien            |
| Gräfin Dubarry (1931 în Berlin redenumită în Die Dubarry) | operetă          | 3 acte             | Richard Genée și F. Zell                                                                                | 31 octombrie 1879 | Viena, Theater an der Wien            |
| Apajune, der Wassermann                                   | operetă          | 3 acte             | Richard Genée și F. Zell                                                                                | 18 decembrie 1880 | Viena, Theater an der Wien            |
| Die Jungfrau von Belleville                               | operetă          | 3 acte             | Richard Genée și F. Zell, după La pucelle de Belleville de Paul de Kock                                 | 29 octombrie 1881 | Viena, Theater an der Wien            |
| Studentul cerșetor (Der Bettelstudent)                    | operetă          | 3 acte             | Richard Genée și F. Zell, după Fernande de Victorien Sardou, și Le Guitarréro de Halévy / Eugène Scribe | 6 decembrie 1882  | Viena, Theater an der Wien            |
| Gasparone                                                 | operetă          | 3 acte             | Richard Genée și F. Zell                                                                                | 26 ianuarie 1884  | Viena, Theater an der Wien            |
| Der Feldprediger                                          | operetă          | 3 acte             | Hugo Wittmann și Alois Wohlmuth, după Das seltsame Brautgemach von Gustav Schilling                     | 31 octombrie 1884 | Viena, Theater an der Wien            |
| Der Vice-Admiral                                          | operetă          | 1 prolog și 3 acte | Richard Genée și F. Zell                                                                                | 9 octombrie 1886  | Viena, Theater an der Wien            |
| Die sieben Schwaben                                       | operă populară   | 3 acte             | Hugo Wittmann și Julius Bauer                                                                           | 29 octombrie 1887 | Viena, Theater an der Wien            |
| Der arme Jonathan                                         | operetă          | 3 acte             | Hugo Wittmann și Julius Bauer                                                                           | 4 ianuarie 1890   | Viena, Theater an der Wien            |
| Das Sonntagskind                                          | operetă          | 3 acte             | Richard Genée și F. Zell                                                                                | 16 ianuarie 1892  | Viena, Theater an der Wien            |
| Der Probekuss                                             | operetă          | 3 acte             | Richard Genée și F. Zell                                                                                | 22 decembrie 1894 | Viena, Theater an der Wien            |
| Das Nordlicht                                             | operetă          | 3 acte             | Hugo Wittmann                                                                                           | 2 decembrie 1896  | Viena, Theater an der Wien            |
| Cousin Bobby Pasticcio aranjament de Ernst Reiterer       | operetă          | 3 acte             | Benno Jacobsohn și Franz Wagner, prelucrată de Bertram Sänger                                           | 1906              | Viena                                 |